# Надо, Морис
Мори́с Надо́ (фр. Maurice Nadeau; 21 мая 1911, Париж, Третья французская республика — 16 июня 2013, Париж, Франция) — французский литературный критик, историк словесности, издатель.

## Биография
Потерял родителей во время Первой мировой войны. Закончил Эколь Нормаль в Лионе. Во время обучения активно занялся политикой. В 1930 году вступил в ФКП, в 1932 году был исключен за оппозиционные настроения. Стал членом троцкистской Международной рабочей партии Пьера Навилля, сблизился с левым крылом сюрреализма (Андре Бретон, Арагон, Превер, Бенжамен Пере). С 1936 года учительствовал в Праде и Тье. Во время Второй мировой войны участвовал в Сопротивлении, его ячейка, в которой среди других был Давид Руссе, попала в облаву, многие её члены оказались в лагерях. Надо с помощью жены Давида Руссе сумел избежать депортации.
После Освобождения вёл литературную страницу в журнале Combat, который возглавлял Альбер Камю. Сблизился с Батаем, Рене Шаром, Анри Мишо, Генри Миллером, Клодом Симоном. Участвовал в издании сочинений Сада, защищал Селина. Затем работал в различных издательствах, включая Mercure de France (1949—1953), и изданиях (France-Observateur, 1952—1959; L’Express, 1959—1964; Les Lettres nouvelles, 1953—1976). Сблизился с Сартром. Во время войны в Алжире подписал Манифест 121 (1960) с протестом против колонизаторской политики государства.
15 марта 1966 года выпустил первый номер двухнедельного литературного обозрения La Quinzaine littéraire, издающегося по сей день. В 1977 году основал издательство, получившее название по журналу Les Lettres nouvelles, также работающее до настоящего времени, с 1984 года — под именем издателя Éditions Maurice Nadeau. Здесь, среди много другого, были опубликованы книги Кутзее, дебютный роман Уэльбека «Расширение пространства борьбы» и др. Надо, критик и издатель, открыл для французского читателя десятки авторов европейского и мирового масштаба.

## Труды

### Собственные книги
- История сюрреализма/ Histoire du surréalisme, Le Seuil, 1945; Points-Seuil 1970
- Документы по истории сюрреализма/ Documents surréalistes, Le Seuil, 1948.
- Сегодняшняя литература/ Littérature présente, Corréa, 1953
- Michel Leiris et la quadrature du Cercle, essai, Julliard, 1963; Maurice Nadeau, 2002.
- Послевоенный французский роман/ Le Roman français depuis la guerre, essai, Gallimard, 1969; Le Passeur, 1992.
- Gustave Flaubert, écrivain, études, Denoël, 1969; Maurice Nadeau, 1980.
- Grâces leur soient rendues, Albin Michel, 1990 и 2011
- Une vie en littérature. Conversations avec Jacques Sojcher, Complexe, 2002 (беседы о литературе)
- Sade, l’insurrection permanente, Maurice Nadeau, 2002
- Serviteur! Souvenirs littéraires, Albin Michel, 2002 (воспоминания)
- Journal en public, Maurice Nadeau/ La Quinzaine littéraire, 2006
- Le Chemin de la vie, entretiens avec Laure Adler, Verdier, 2011 (беседы о литературе)

### Подготовленные издания
- Marquis de Sade: Œuvres, précédé de Exploration de Sade, La Jeune Parque, 1947.
- Gustave Flaubert: Œuvres complètes et Correspondance, 18 тт., Rencontre, 1965—1983
- Антология французской поэзии/ Anthologie de la poésie française, 12 тт., Rencontre (Lausanne), 1966—1967 (в соавторстве)
- Album Gide, Bibliothèque de la Pléiade / Gallimard, 1985
- Ferdinando Scianna, Actes-Sud, 2008.

## Признание
- Большая Национальная премия по литературе (1988).
- Орден Искусств и литературы.

О Морисе Надо сняты 4 документальных фильма.